# Saint John (parish i Barbados)
Saint John är en parish i Barbados. Den ligger i den centrala delen av landet. Antalet invånare är 10 421. Arean är 34 kvadratkilometer.
Terrängen i Saint John är platt åt sydost, men åt nordväst är den kuperad.
Utanför Saint John finns bukterna Congor Bay och Conset Bay.